# László Branikovits
László Branikovits (ur. 18 grudnia 1949 w Budapeszcie, zm. 16 października 2020 tamże) – węgierski piłkarz grający na pozycji napastnika. Był reprezentantem Węgier.

## Kariera klubowa
Swoją karierę piłkarską Branikovits rozpoczął w juniorach takich klubów jak: Postás SE (1961-1962) i Ferencvárosi TC (1962-1966). W 1967 roku awansował do kadry pierwszego zespołu i w sezonie 1967 zadebiutował w jego barwach w pierwszej lidze węgierskiej. W Ferencvárosi grał do końca sezonu 1975/1976. Z klubem tym wywalczył trzy tytuły mistrza Węgier w sezonach 1967, 1968 i 1975/1976, cztery wicemistrzostwa Węgier w sezonach 1970, 1970/1971, 1972/1973 i 1973/1974 oraz zdobył trzy Puchary Węgier w sezonach 1971/1972, 1973/1974 i 1975/1976. W sezonie 1974/1975 dotarł z nim do finału Pucharu Zdobywców Pucharów, jednak w finałowym, przegranym 0:3 meczu z Dynamem Kijów, nie wystąpił.
W 1976 roku Branikovits przeszedł do klubu Csepel SC, w którym występował przez dwa sezony. W sezonie 1978/1978 grał w Budapesti Építők SC, a w latach 1979-1981 był zawodnikiem Dunavarsányi Petőfi, w którym zakończył swoją karierę.
| Sezon   | Klub                | Kraj  | Rozgrywki | Mecze | Gole |
| ------- | ------------------- | ----- | --------- | ----- | ---- |
| 1967    | Ferencvárosi TC     | Węgry | NB I      | 3     | 1    |
| 1968    | Ferencvárosi TC     | Węgry | NB I      | 23    | 6    |
| 1969    | Ferencvárosi TC     | Węgry | NB I      | 28    | 8    |
| 1970    | Ferencvárosi TC     | Węgry | NB I      | 16    | 4    |
| 1970/71 | Ferencvárosi TC     | Węgry | NB I      | 29    | 16   |
| 1971/72 | Ferencvárosi TC     | Węgry | NB I      | 28    | 15   |
| 1972/73 | Ferencvárosi TC     | Węgry | NB I      | 28    | 8    |
| 1973/74 | Ferencvárosi TC     | Węgry | NB I      | 25    | 12   |
| 1974/75 | Ferencvárosi TC     | Węgry | NB I      | 11    | 4    |
| 1975/76 | Ferencvárosi TC     | Węgry | NB I      | 8     | 0    |
| 1976/77 | Csepel SC           | Węgry | NB I      | 20    | 8    |
| 1977/78 | Csepel SC           | Węgry | NB I      | 26    | 6    |
| 1978/79 | Budapesti Építők SC | Węgry | NB II     | ?     | ?    |
| 1979/80 | Dunavarsányi Petőfi | Węgry | IV liga   | ?     | ?    |
| 1980/81 | Dunavarsányi Petőfi | Węgry | NB III    | ?     | ?    |

## Kariera reprezentacyjna
W reprezentacji Węgier Branikovits zadebiutował 29 marca 1972 w przegranym 0:2 towarzyskim meczu z Republiką Federalną Niemiec, rozegranym w Budapeszcie. W tym samym roku był w kadrze Węgier na Igrzyska Olimpijskie w Monachium, na których zdobył srebrny medal. Grał również w eliminacjach do Euro 72 i eliminacjach do Euro 76. Od 1972 do 1975 rozegrał w kadrze narodowej 6 meczów i strzelił 2 gole.